# غران تورزمو 7
غران تورزمو 7 (بالإنجليزية: Gran Turismo 7) هي لعبة فيديو محاكاة سباق تم تطويرها بواسطة بوليفني ديجيتال ونشرها بواسطة سوني إنتراكتيف إنترتينمنت. اللعبة هي الدفعة الثامنة الرئيسية في سلسلة غران تورزمو. تم الإعلان عن اللعبة في 11 يونيو 2020 في حدث الكشف عن بلاي ستيشن 5 وتم إصدارها في 4 مارس 2022 لجهاز بلاي ستيشن 4 وبلاي ستيشن 5، مما يجعلها أول لعبة متعددة وحدات التحكم في السلسلة.

## طريقة اللعب
تتميز غران تورزمو 7 بعودة حملة اللاعب الفردي، وضع محاكاة جي تي (GT Simulation Mode). الميزات العائدة الأخرى هي عودة مسارات ومركبات السباق التقليدية، الأحداث الخاصة، البطولات، مدرسة القيادة، متجر ضبط قطع الغيار، وكالة السيارات المستعملة، وجي تي أوتو مع الاحتفاظ بوضع جي تي سبورت الجديد، براند سنترال، وديسكوفر التي تم تقديمها في غران تورزمو سبورت. يحتاج اللاعب إلى التقدم من خلال المهام («كتب القائمة») من جي تي كافيه لفتح ميزات مثل تعدد اللاعبين وجميع المسارات والسيارات.
تتميز اللعبة أيضًا بعودة الوقت الديناميكي وتأثيرات الطقس، والتي ظهرت سابقًا في غران تورزمو 5 وغران تورزمو 6. على الرغم من أن اللعبة تتضمن حملة لاعب واحد، كما هو الحال مع غران تورزمو سبورت، تتطلب اللعبة اتصالاً ثابتًا بالإنترنت حتى يتمكن اللاعبون من حفظ تقدمهم. يوضح صانع المسلسل كازونري ياموتشي أن هذا القرار تم اتخاذه لمنع القرصنة والغش. ومع ذلك، فإن وضع آركيد قابل للتشغيل بالكامل في وضع عدم الاتصال.
بالنسبة إلى إصدار بلاي ستيشن 5، تستفيد اللعبة من قوة المعالجة المتزايدة لوحدة التحكم، وأجهزة تتبع الأشعة (Ray-tracing hardwarw) المخصصة، تخزين محرك الحالة الصلبة المخصص، محرك تمبست (Tempest)، ووحدة التحكم دول سينس لدعم ميزات مثل ردود الفعل اللمسية المتقدمة، والمشغلات التكيفية، تأثيرات تتبع شعاع الوقت، والصوت المكاني ثلاثي الأبعاد، وأوقات التحميل أقصر. يتم تشغيل إصدار بلاي ستيشن 5 من غران تورزمو 7 أيضًا بدقة 4 كي و60 إطارًا في الثانية مع دعم النطاق الديناميكي العالي (High dynamic range).

## تطوير وإصدار
تم الكشف عن غران تورزمو 7 في بث مباشر لبلاي ستيشن 5 من سوني في 11 يونيو 2020. تم تطوير اللعبة بواسطة بوليفني ديجيتال ونشرها من قِبل سوني إنتراكتيف إنترتينمنت لبلاي ستيشن 4 وبلاي ستيشن 5. كان من المقرر إطلاق اللعبة مبدئيًا في عام 2021. تم تأجيل الإطلاق لاحقًا إلى عام 2022 بسبب تأثير وباء كوفيد-19 على صناعة ألعاب الفيديو الذي أثر على تطوير الألعاب. تم إصدار اللعبة لوحدات تحكم PS4 و PS5 في 4 مارس 2022. يعيد لويس هاميلتون، بطل العالم لسائق فورمولا 1 سبع مرات، دوره كـ «مايسترو» للسلسلة منذ غران تورزمو سبورت.
في يوم إصدار اللعبة، تمت إزالة غران تورزمو 7 من البيع في روسيا، على الرغم من أن سوني لم تتخذ قرارًا رسميًا في ذلك الوقت. في 9 مارس 2022، بعد أربعة أيام من إطلاقها، أعلنت بلاي ستيشن أنها ستوقف مبيعات ألعابها، بما في ذلك غران تورزمو 7، في روسيا ردًا على الغزو الروسي لأوكرانيا عام 2022.

## استقبال
| استقبال |             |
| --- | ----------- |
| مجموع النقاط المجموع نقاط ميتاكريتيك PS5: 87/100 [ 26 ] نتائج المراجعة نشرة نقاط دستركتويد 8.5/10 [ 27 ] غيم إنفورمر 8.75/10 [ 28 ] غيم ريفولوشن 8.5/10 [ 29 ] غيمز رادار [ 30 ] آي جي إن 9/10 [ 31 ] شاك نيوز 9/10 [ 32 ] فيديو غيمر.كوم 10/10 [ 33 ] |             |
| مجموع النقاط |             |
| المجموع | نقاط        |
| ميتاكريتيك | PS5: 87/100 |
| نتائج المراجعة |             |
| نشرة | نقاط        |
| دستركتويد | 8.5/10      |
| غيم إنفورمر | 8.75/10     |
| غيم ريفولوشن | 8.5/10      |
| غيمز رادار | [ 30 ]      |
| آي جي إن | 9/10        |
| شاك نيوز | 9/10        |
| فيديو غيمر.كوم | 10/10       |

تلقت غران تورزمو 7 مراجعات «مواتية بشكل عام» وفقًا لمجمع المراجعة ميتاكرتيك.

### استجابة الجمهور
على الرغم من تلقي اللعبة تعليقات إيجابية من النقاد، تلقت اللعبة مراجعات سلبية بشكل كبير من اللاعبين، الذين أعربوا عن انتقاداتهم بشأن المشكلات، بما في ذلك المعاملات الدقيقة وانخفاض مدفوعات الائتمان داخل اللعبة، بالإضافة إلى انقطاع الخادم الذي جعل اللعبة غير قابلة للعب بسبب الاتصال الدائم بالإنترنت المتطلبات. ظهرت الكثير من هذه المشكلات بعد إطلاق تحديث تصحيح الإصدار 1.07. نتيجة لذلك، واجهت اللعبة قصف المراجعة (هجوم بوضع تقاييم سلبية) على ميتاكريتيك وحصلت حاليًا على درجة تقييم للمستخدمين تبلغ 1.6/10 في 23 مارس 2022، وهو أدنى تقييم مستخدمين لسوني وأدنى درجة في سجل حصريات بلاي ستيشن على الموقع حتى الآن.
خلال شهر الإصدار، كتب رئيس بوليفني كازونوري ياموتشي أنه بينما كان يتمنى أن يستمتع اللاعبون بالمحتوى بدون معاملات دقيقة، شعر أنه من المهم أن تعكس السيارات أسعارها الحقيقية «لنقل قيمتها وندرتها». بعد عدة أيام، اعتذر ياموتشي عن انقطاع الخدمة والتغييرات التي تم إجراؤها على الاقتصاد داخل اللعبة، وأعلن أن بوليفني ستنفذ سلسلة من تحديثات اللعبة اعتبارًا من أبريل 2022 لجعل التقدم أكثر عدلاً. كتعويض، سيحصل جميع اللاعبين على مليون ائتمان من العملة داخل اللعبة بحلول 25 أبريل 2022.

### مبيعات
في المملكة المتحدة، كانت غران تورزمو 7 هي اللعبة الأكثر مبيعًا في أسبوع الإصدار.

## وصلات خارجية
- الموقع الرسمي